# Hermann Heinrich Gossen
Hermann Heinrich Gossen (Düren, 7 september 1810 – Keulen, 13 februari 1858) was een Duits econoom.
Gossen studeerde in Bonn en werkte tot 1847 als ambtenaar in Pruisische dienst. In 1854 introduceerde hij het concept van verminderend marginaal nut, beter bekend als de eerste wet van Gossen. De tweede wet van Gossen stelt dat de uitwisselingsverhouding van goederen gelijk is aan de verhouding van marginale nut van de handelaren. Zijn Derde wet was dat een goed waarde heeft slechts wanneer de vraag naar het goed het aanbod overschrijdt (dat wil zeggen dat de subjectieve schaarste de bron van waarde is). Zijn Tweede wet was zijn origineelste bijdrage en leidde tot de Marginalist Revolutie van 1871-74. Gossen poogde om deze wetten in alle soorten van economische activiteiten te vinden. Hij kan voor een nutteloosheidstheorie van arbeidslevering worden gecrediteerd, later bevestigd door William Stanley Jevons. De poging van Gossen om de utilitaire filosofische rekenkunde op zijn theorie toe te passen bracht hem ertoe om te stellen dat het resultaat van de marktuitwisseling ook sociaal nut maximaliseert. Een conclusie die hem een scherpe berisping van Léon Walras opleverde. Wegens zijn abstracte, universele en wiskundige aard, werd het werk van Gossen volledig verworpen door de oppermachtige Duitse Historische School (Gustav von Schmoller verwierp hem als een ingenieuze idioot). De aanmatigende toon van zijn werk, waarin hij zich bij Copernicus vergeleek, hielp hem waarschijnlijk niet om een groot publiek te bereiken. Gossen stierf verbitterd en onbekend. Zijn werk werd slechts aan het licht gebracht en werd hoffelijk erkend door Jevons in 1878. 